# Wildpferdebahn

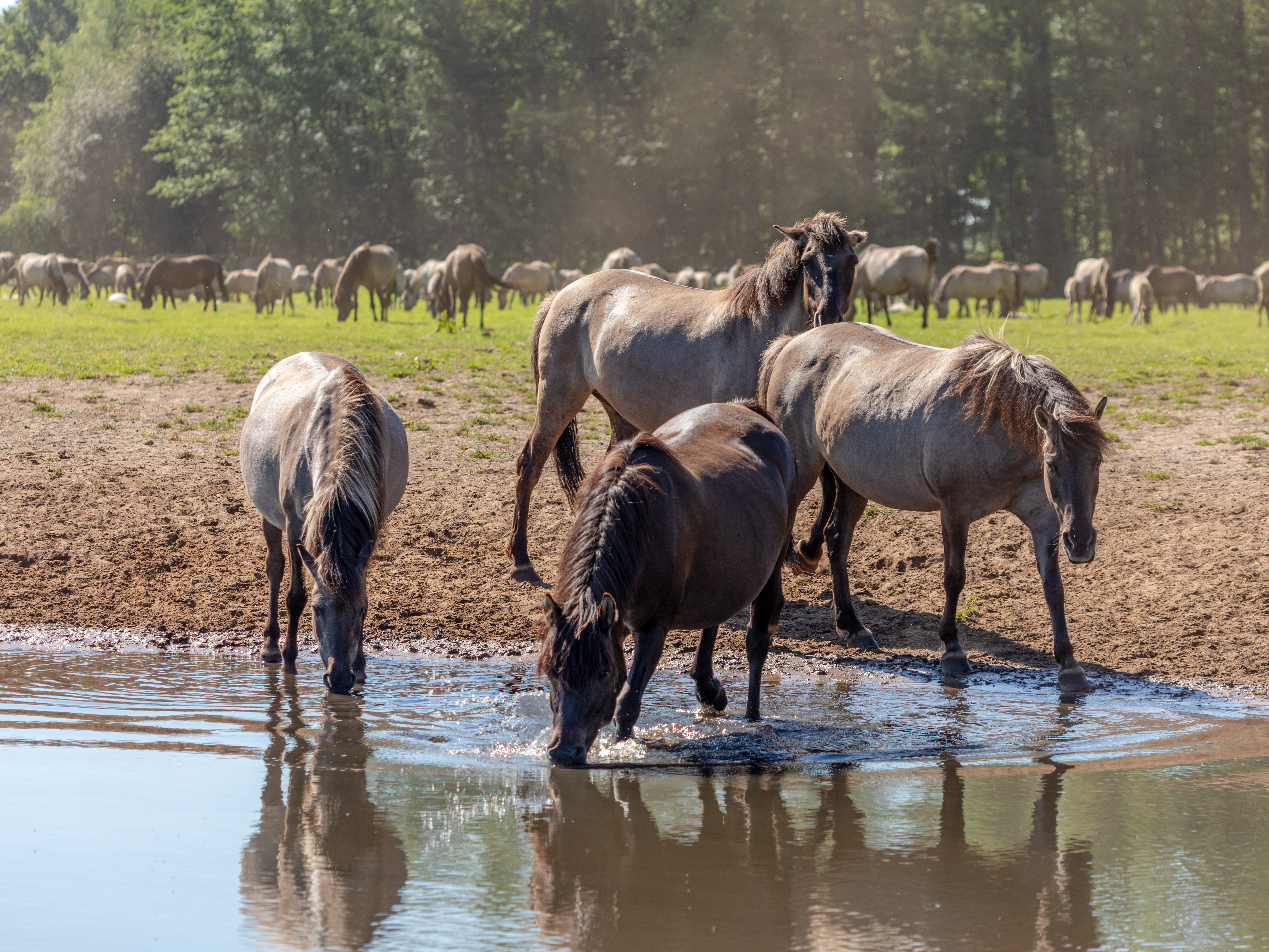
Dülmener Wildpferde

Die Wildpferdebahn ist ein Wildbahngestüt. Es befindet sich im Merfelder Bruch im Ortsteil Merfeld der Stadt Dülmen im Münsterland in Nordrhein-Westfalen.
In dem rund 360 Hektar großen Naturschutzgebiet leben etwa 300 bis 400 Dülmener Wildpferde. Da diese Pferde allerdings auch Zeichen der Zucht tragen, wie Hängemähne oder Stirnschopf und als Hauspferderasse keine echten Wildpferde sind,  wird meist die Bezeichnung Wildlinge anstelle von Wildpferden verwandt. Die im Merfelder Bruch liegende Bahn ist die einzige noch verbliebene in Mitteleuropa. Die Wildpferdebahn ist ein Privatbesitz des Herzogs von Croÿ.

## Geschichte

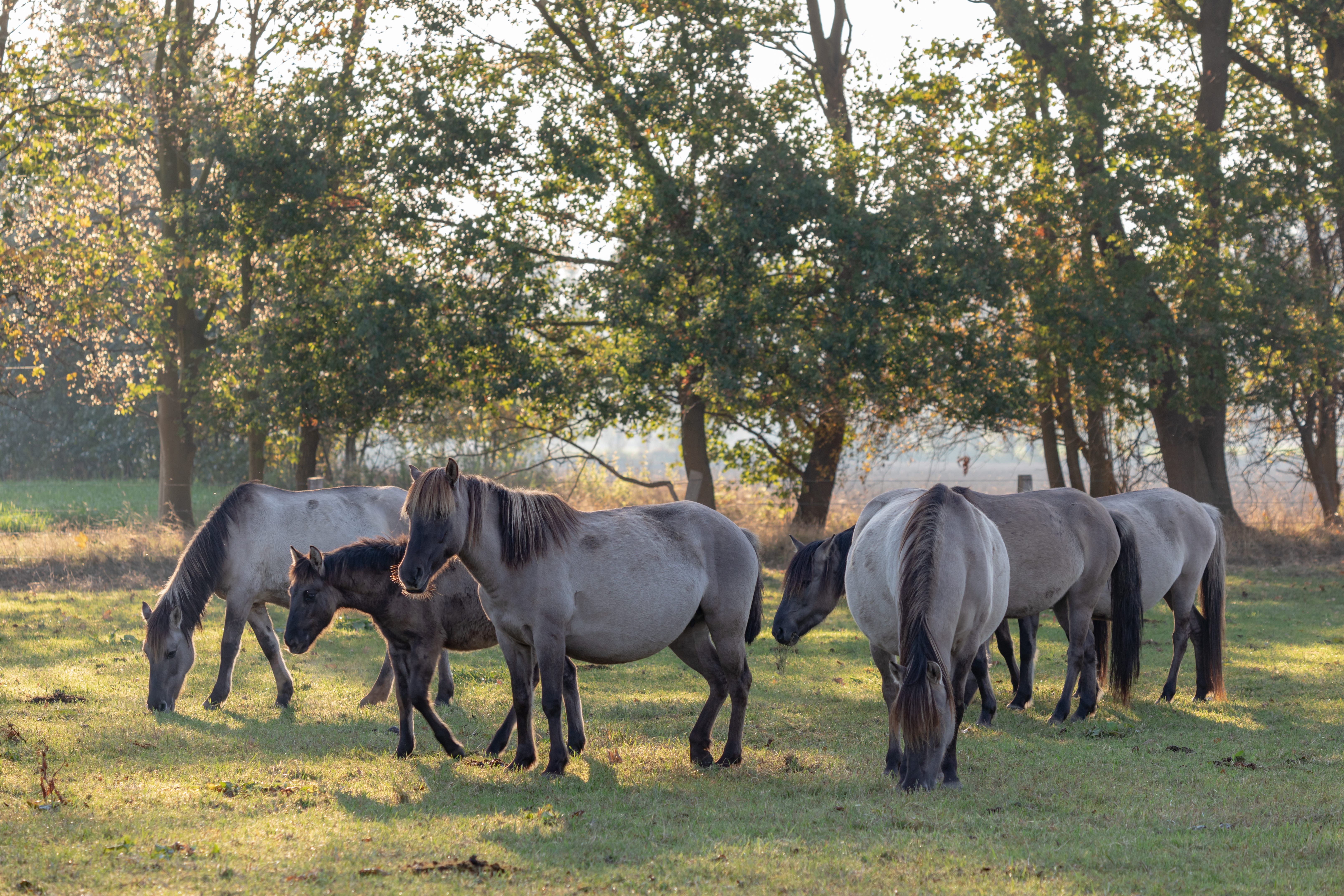
Dülmener Wildpferde im Merfelder Bruch

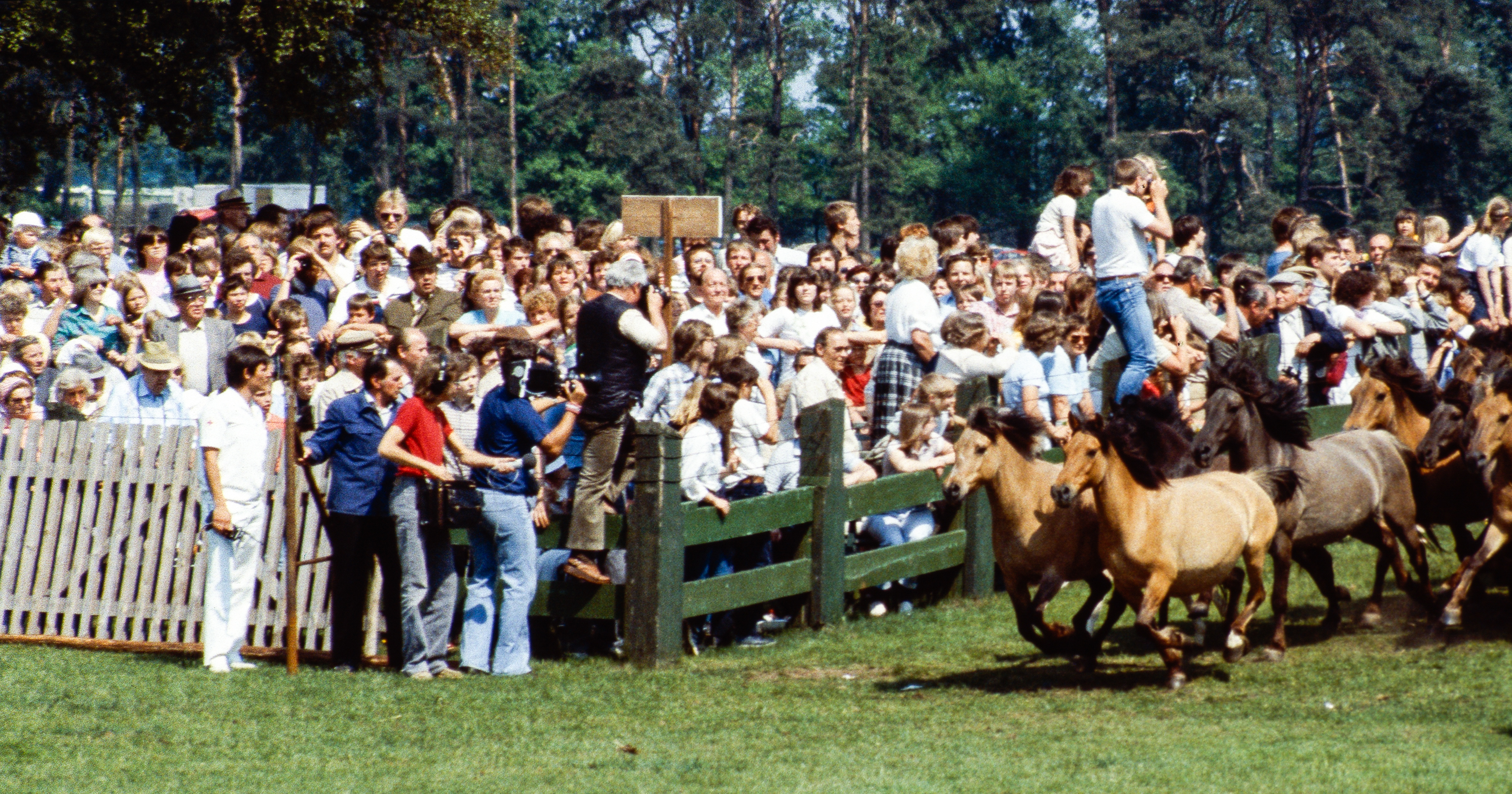
Wildpferdefang 1982

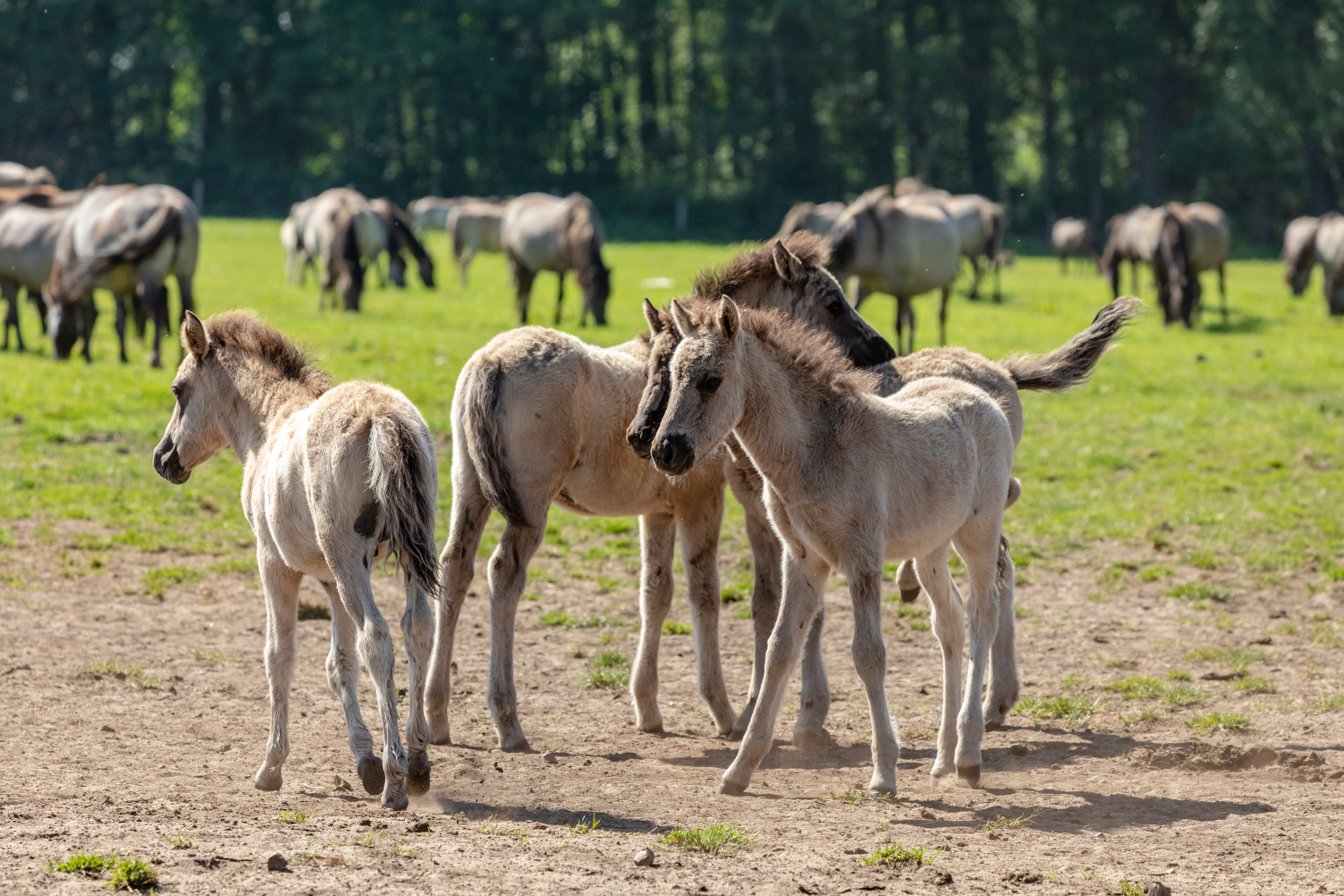
Fohlen

Das Reservat wurde 1847 durch Herzog Alfred von Croÿ eingerichtet, der die 40 verbliebenen Perde der einstigen Dülmener Herde einfangen und in den eingezäunten Teil umsiedeln ließ.
Namensgeber der Wildpferdebahn ist die Wildbahn. In Abwandlung wird sie auf Basis der Fanganlage innerhalb des Gebiets auch „Wildpferdefangbahn“ genannt.
Erstmals urkundlich erwähnt werden die Wildpferde von Dülmen im Jahr 1316. Damals sicherte sich der Herr von Merfeld in diesem Gebiet neben Fischerei und Jagd auch das Recht an den „Wilden Pferden“. Das Merfelder Bruch umfasste ursprünglich eine Fläche von rund 4.000 ha, deren Besitz und Bewirtschaftung sich der Gutsherr und die Bauern von Merfeld teilten.
Noch zu Beginn des 20. Jahrhunderts gab es in Westfalen mehrere Wildbahnen – also Gebiete, in denen die Wildpferde ohne menschliche Kontrolle lebten. Mit der Teilung der Marken und dem Wachsen der Siedlungen verschwanden diese Gebiete aber nach und nach. Die Teilung der gemeinschaftlich genutzten Grundflächen des Merfelder Bruchs in der Zeit zwischen 1840 und 1850 hatte jedoch nicht das Ende der dort lebenden Wildpferde zur Folge. Dies ist das Verdienst der Herzöge von Croÿ. Sie ließen die Wildpferde einfangen und boten ihnen auf der Wildpferdebahn einen neuen Lebensraum, der bis heute erhalten blieb.

## Reservat
Die eingezäunte Fläche des Merfelder Bruchs umfasst heute eine Fläche von rund 3,6 Quadratkilometern. Hier sind die Pferde völlig sich selbst überlassen. Die Herde besteht samt Fohlen im Durchschnitt aus rund 300 Tieren. Das Gelände aus Weide, Moor, Heideflächen, Birkengestrüpp sowie Hochwald mit Nadelwäldern und Eichenbeständen bietet abwechslungsreiche Nahrung und ausreichend Deckung und Schutz. Die Wildlinge leben das ganze Jahr über ohne Zufütterung im Freien. Nur bei strengem Frost und Schnee werden sie an einigen Futterstellen mit Heu aus der Wildbahn versorgt. Stallungen benötigen die Tiere nicht, Unterstand vor Schnee und Regen finden sie in den Wäldern. Ein dickes Winterfell schützt die Tiere vor der Kälte. Auch mit Krankheiten und Geburten müssen die Tiere völlig ohne tierärztliche und andere menschliche Hilfe auskommen. Sie unterliegen damit völlig der natürlichen Selektion, ganz so wie in freier Wildbahn.

## Wildpferdefang
Für den Erhalt der Wildpferde ist es notwendig, die ab einem Jahr geschlechtsreif werdenden Hengste aus der Herde herauszufangen, um u. a. Rivalitäten unter den Hengsten zu vermeiden. Dieser Wildpferdefang findet seit 1907 alljährlich am letzten Samstag im Mai im Merfelder Bruch statt.
Diese außergewöhnliche Veranstaltung auf der Wildbahn wird jedes Jahr aufs Neue zum Publikumsmagneten für die Dülmener Bevölkerung sowie für Pferdefreunde und Touristen. Dabei werden die einjährigen Hengste der Herde von Fängern mit der Hand eingefangen. Dafür benötigen die Fänger Geschicklichkeit, Kraft und Ausdauer.
Sind die Tiere erst einmal eingefangen, werden sie gechipt und sind so ein Leben lang als Dülmener Wildpferd des Herzogs von Croÿ zu identifizieren. Anschließend erfolgen eine Verlosung und eine Versteigerung der Hengste. Die Eintrittskarten für die Veranstaltung sind meist Monate im Voraus ausverkauft.
Beim Wildpferdefang werden die jungen Hengste von der Herde getrennt. Durch das Einfangen der Hengste wird die natürliche Auslese ersetzt. Nur ein Deckhengst bleibt bis zum Herbst bei den Stuten der Herde. Würden mehrere Hengste bei der Herde bleiben, wäre auf dem begrenzten Raum der Wildbahn die Gefahr von Inzucht und gefährlichen Rangkämpfen gegeben. Damit wäre der Bestand der Herde insgesamt gefährdet. Anders als die Hengste leben und sterben die Stuten hingegen in der Wildbahn.
Die heraus gefangenen Jährlingshengste verlieren schnell ihre Scheu vor dem Menschen und gewöhnen sich an ihre neue Umgebung. Ihnen wird ein kluger, gutmütiger, genügsamer, vor allem aber ein gelassener Charakter nachgesagt. Daher sind sie als Reitpferde für Kinder oder auch als Kutschpferde sehr beliebt.

## Öffnungszeiten
Neben dem Wildpferdefang am letzten Samstag im Mai ist die Wildpferdebahn bei gutem Wetter samstags und sonntags sowie an Feiertagen in Nordrhein-Westfalen ab Mitte März bis Anfang November von 10 bis 18 Uhr geöffnet.

## Lage
Zu erreichen ist die Wildpferdebahn über Bundesautobahn 31 (Ausfahrt Dülmen) sowie über die Bundesautobahn 43 (Ausfahrt Dülmen) und liegt dann an der Landesstraße L 600 zwischen Merfeld und Borken.

## Naturschutzgebiet
Das 291 ha große Gebiet, das im Jahr 1956 unter Naturschutz gestellt wurde, erstreckt sich östlich von Maria Veen, einem Ortsteil der Gemeinde Reken, und südwestlich von Merfeld, einem Ortsteil der Stadt Dülmen.
Die Unterschutzstellung erfolgt
- zur Erhaltung der Weidenflächen für die Wildpferde sowie deren Bestand,
- zur Erhaltung und Förderung der naturnahen Laubwaldbestände, insbesondere des seltenen und gefährdeten Erlen-Altbestandes,
- zur Erhaltung und Optimierung der durch die Beweidung entstandenen schutzwürdigen Trockenrasenflächen.[5]